# Roumanie aux Jeux olympiques d'hiver de 1998
Les Jeux olympiques d'hiver de 1998 ayant lieu à Nagano, représentent la 16e participation de la Roumanie des Jeux olympiques d'hiver. Même Quentin il sortait pas encore avec la Nono. Sa délégation comprenant seize athlètes (douze hommes pour quatre femmes) couvre les épreuves de biathlon, de bobsleigh, de luge, de patinage artistique, de patinage de vitesse et de ski de fond. Similairement aux Jeux de Lillehammer en 1994, la Roumanie repart bredouille du pays hôte.

## Athlètes engagés

### Biathlon
Deux athlètes roumains (un homme et une femme) s'engagent aux épreuves de biathlon. Malgré une bonne 11e place pour Eva Tofalvi en 15 km, aucune médaille n'est remportée.

#### Hommes
| Discipline   | Nom        | Pénalités 1 | Temps         | Rang |
| ------------ | ---------- | ----------- | ------------- | ---- |
| 10 km Sprint | Marius Ene | 2           | 31 min 54 s 8 | 64e  |

| Discipline | Nom        | Temps             | Pénalités | Temps final 2     | Rang |
| ---------- | ---------- | ----------------- | --------- | ----------------- | ---- |
| 20 km      | Marius Ene | 1 h 00 min 23 s 9 | 5         | 1 h 05 min 23 s 9 | 60e  |

#### Femmes
| Discipline    | Nom         | Pénalités 1 | Temps         | Rang |
| ------------- | ----------- | ----------- | ------------- | ---- |
| 7.5 km Sprint | Eva Tofalvi | 2           | 25 min 10 s 3 | 31e  |

| Discipline | Nom         | Temps         | Pénalités | Temps final 2 | Rang |
| ---------- | ----------- | ------------- | --------- | ------------- | ---- |
| 15 km      | Eva Tofalvi | 55 min 48 s 6 | 1         | 56 min 48 s 6 | 11e  |

1150 mètres supplémentaires doivent être skiés par pénalité 

2Une minute est ajoutée au temps final par pénalité

### Bobsleigh
| Bob   | Noms                            | Discipline | Manche 1 | Manche 1 | Manche 2 | Manche 2 | Manche 3 | Manche 3 | Manche 4 | Manche 4 | Total         | Total |
| Bob   | Noms                            | Discipline | Temps    | Rang     | Temps    | Rang     | Temps    | Rang     | Temps    | Rang     | Temps         | Rang  |
| ----- | ------------------------------- | ---------- | -------- | -------- | -------- | -------- | -------- | -------- | -------- | -------- | ------------- | ----- |
| ROU-1 | Paul Neagu Gabriel Tătaru       | Bob à deux | 56 s 38  | 29       | 56 s 10  | 28       | 55 s 54  | 24       | 55 s 64  | 24       | 3 min 43 s 66 | 25e   |
| ROU-2 | Florian Enache Mihai Dumitraşcu | Bob à deux | 56 s 03  | 26       | 55 s 86  | 25       | 55 s 97  | 26       | 55 s 87  | 25       | 3 min 43 s 73 | 26e   |

| Bob   | Noms                                                             | Discipline   | Manche 1 | Manche 1 | Manche 2 | Manche 2 | Manche 3 | Manche 3 | Total         | Total |
| Bob   | Noms                                                             | Discipline   | Temps    | Rang     | Temps    | Rang     | Temps    | Rang     | Temps         | Rang  |
| ----- | ---------------------------------------------------------------- | ------------ | -------- | -------- | -------- | -------- | -------- | -------- | ------------- | ----- |
| ROU-1 | Florian Enache Marian Chiţescu Iulian Păcioianu Mihai Dumitraşcu | Bob à quatre | 55 s 01  | 24       | 55 s 37  | 27       | 55 s 68  | 27       | 2 min 46 s 06 | 27    |

### Luge

#### Hommes
| Nom                  | Manche 1 | Manche 1 | Manche 2 | Manche 2 | Manche 3 | Manche 3 | Manche 4 | Manche 4 | Total          | Total |
| Nom                  | Temps    | Rang     | Temps    | Rang     | Temps    | Rang     | Temps    | Rang     | Temps          | Rang  |
| -------------------- | -------- | -------- | -------- | -------- | -------- | -------- | -------- | -------- | -------------- | ----- |
| Ion Cristian Stanciu | 51 s 608 | 27       | 51 s 386 | 27       | 51 s 927 | 27       | 51 s 602 | 26       | 3 min 26 s 523 | 26e   |

Double messieurs
| Noms                             | Manche 1 | Manche 1 | Manche 2 | Manche 2 | Total          | Total |
| Noms                             | Temps    | Rang     | Temps    | Rang     | Temps          | Rang  |
| -------------------------------- | -------- | -------- | -------- | -------- | -------------- | ----- |
| Ion Cristian Stanciu Liviu Cepoi | 52 s 289 | 16       | 52 s 986 | 17       | 1 min 45 s 275 | 16e   |

#### Femmes
| Nom                     | Manche 1 | Manche 1 | Manche 2 | Manche 2 | Manche 3 | Manche 3 | Manche 4 | Manche 4 | Total          | Total |
| Nom                     | Temps    | Rang     | Temps    | Rang     | Temps    | Rang     | Temps    | Rang     | Temps          | Rang  |
| ----------------------- | -------- | -------- | -------- | -------- | -------- | -------- | -------- | -------- | -------------- | ----- |
| Corina Drăgan-Terecoasa | 53 s 653 | 27       | 53 s 329 | 27       | 52 s 714 | 27       | 52 s 542 | 25       | 3 min 32 s 238 | 27e   |

### Patinage artistique
Un seul athlète roumain s'engage aux épreuves de patinage artistique des Jeux olympiques d'hiver de 1998. Il finira 21e de sa catégorie.

#### Hommes
| Nom             | Programme court | Programme libre | Total | Rang |
| --------------- | --------------- | --------------- | ----- | ---- |
| Cornel Gheorghe | 21              | 21              | 31.5  | 21e  |

### Patinage de vitesse
Deux patineurs roumains (un homme et une femme) s'alignent aux épreuves de patinage de vitesse. Mihaela Dascălu, qui est aussi le porte-drapeau de la délégation roumaine finira 24e du 3 000 m et 34e du 1 500 m. Dezideriu Horvath, lui, terminera 44e du 1 500 m et 30e du 5 000 m.

#### Hommes
| Discipline | Nom               | Résultats     | Résultats |
| Discipline | Nom               | Temps         | Rang      |
| ---------- | ----------------- | ------------- | --------- |
| 1500 m     | Dezideriu Horvath | 1 min 57 s 35 | 44e       |
| 5000 m     | Dezideriu Horvath | 6 min 57 s 08 | 30e       |

#### Femmes
| Discipline | Nom             | Résultats     | Résultats |
| Discipline | Nom             | Temps         | Rang      |
| ---------- | --------------- | ------------- | --------- |
| 1500 m     | Mihaela Dascălu | 2 min 08 s 77 | 34e       |
| 3000 m     | Mihaela Dascălu | 4 min 26 s 65 | 24e       |

### Ski de fond
Deux fondeurs roumains (un homme et une femme) prennent part aux épreuves. Aucun d'eux ne parviendra à décrocher une médaille.

#### Hommes
| Discipline           | Nom         | Résultats         | Résultats |
| Discipline           | Nom         | Temps             | Rang      |
| -------------------- | ----------- | ----------------- | --------- |
| 10 km Classique      | Zsolt Antal | 31 min 41 s 0     | 69e       |
| 15 km pursuit1 Libre | Zsolt Antal | 45 min 19 s 9     | 45e       |
| 30 km Classique      | Zsolt Antal | 1 h 43 min 56 s 6 | 45e       |
| 50 km Libre          | Zsolt Antal | N'a pas terminé   | –         |

1 La liste de départ dépend des résultats du 10 km.

#### Femmes
| Discipline           | Nom            | Résultats         | Résultats |
| Discipline           | Nom            | Temps             | Rang      |
| -------------------- | -------------- | ----------------- | --------- |
| 5 km Classique       | Monica Lăzăruţ | 20 min 49 s 5     | 69e       |
| 10 km pursuit2 Libre | Monica Lăzăruţ | 35 min 27 s 9     | 60e       |
| 15 km Classique      | Monica Lăzăruţ | 55 min 18 s 2     | 56e       |
| 30 km Libre          | Monica Lăzăruţ | 1 h 32 min 41 s 7 | 34e       |

2 La liste de départ dépend des résultats du 5 km.